# ديفيد برادلي (ممثل)

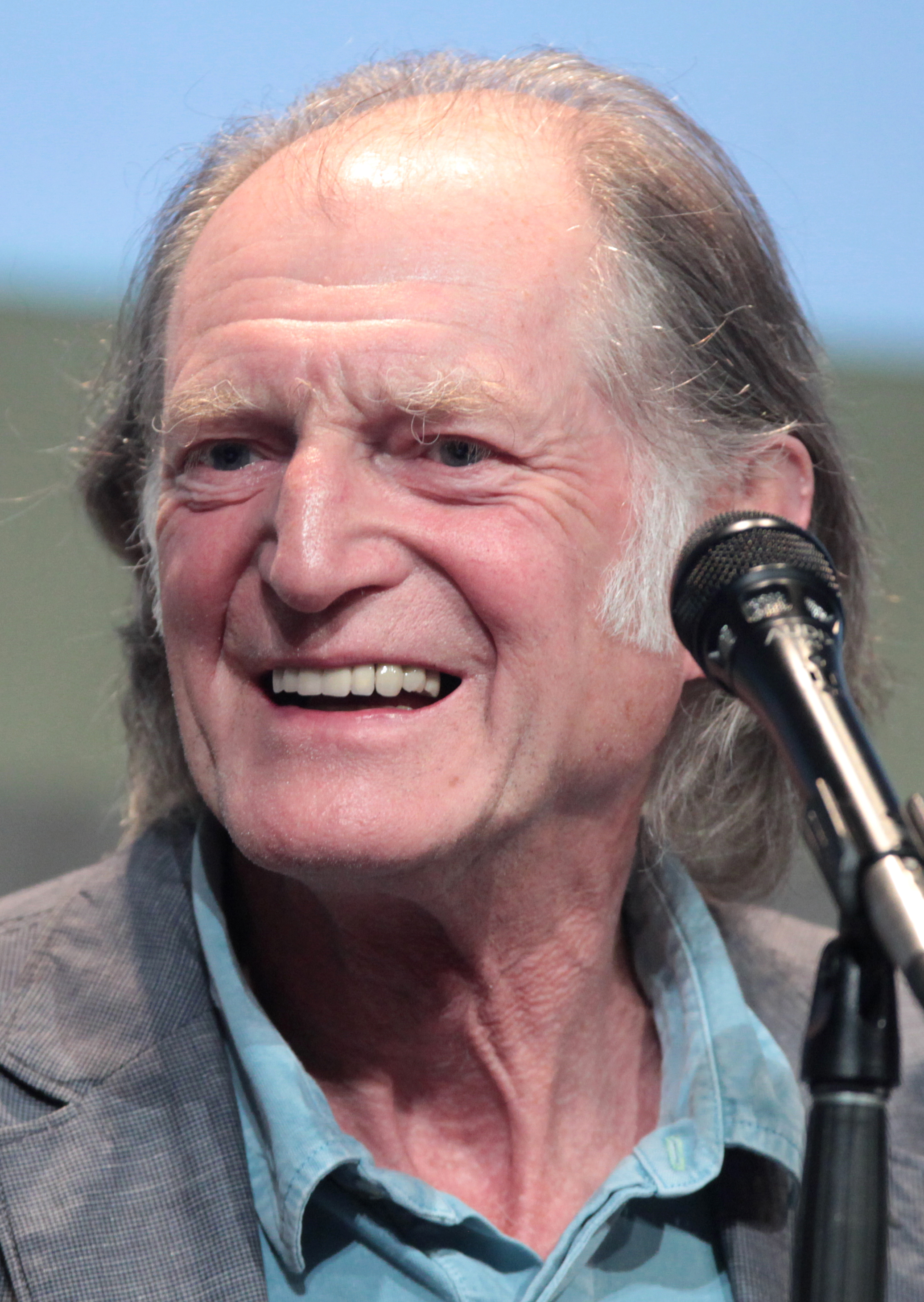
ديفيد برادلي عام 2015.

ديفيد جون برادلي (بالإنجليزية: David Bradley)‏ (17 أبريل 1942) ممثل إنجليزي بدأ مسيرته المهنة عام 1971.

## روابط خارجية
- ديفيد برادلي على موقع IMDb (الإنجليزية)
- ديفيد برادلي على موقع روتن توميتوز (الإنجليزية)
- ديفيد برادلي على موقع ألو سيني (الفرنسية)
- ديفيد برادلي على موقع ميوزك برينز (الإنجليزية)
- ديفيد برادلي على موقع أول موفي (الإنجليزية)
- ديفيد برادلي على موقع قاعدة بيانات الأفلام السويدية (السويدية)
- ديفيد برادلي على موقع إن إن دي بي (الإنجليزية)
- ديفيد برادلي على موقع قاعدة بيانات الفيلم (الإنجليزية)
- ديفيد برادلي على موقع كينوبويسك (الروسية)